# 黃子雄
黃子雄（英語：Geoffrey Albert Wong，1968年10月1日—），香港男演員及主持，現為無綫電視基本藝人合約藝員，亦曾效力亞洲電視和新城電台，在電視、電影演出、生活消閒和音樂節目主持、活動司儀等領域作多線發展。

## 背景

### 早年生活
黃子雄生於單親家庭，母親從事英文圖書批發。他擁有八分之一挪威和八分之一蘇格蘭血統，有一名胞兄。其出生證明書和香港永久居民身份證上只印有英文名稱「Geoffrey Albert Wong」，而中文全名則在小學入學階段改的。黃子雄早年分別在香港島跑馬地樂景台與藍塘道生活，於香港接受小學至中一年級教育。及後留學英國湯頓（Taunton），大學畢業於倫敦國王學院，主修食物科學及管理。在英國求學期間，身為曼聯球迷的他擔任校內足球隊後衛；為了人生第一次親到現場支持曼聯球隊，不惜花近十小時由家住的小鎮乘車來回曼徹斯特；後來他以無綫電視和亞洲電視節目主持人身份，三度訪問曼聯當時的教練費格遜，舒米高和堅尼等國際球星。。黃子雄本來想報讀香港理工學院的酒店管理文憑，又曾在香港的酒店工作，但由於母親希望他修讀一個正式的大學學位，加上自己有意在管理方面作個人發展及在預科的化學項目中取得A級成績，最後決定報讀食物科學及管理系。

### 入行經過
1991年暑假，黃子雄學成回港，曾從事模特兒工作。因自小熱愛音樂，尤喜歡R&B風格，求學時期及學成回港後也曾任兼職打碟唱片騎師。後來在1992年至1995年，黃任職飲品包裝公司「利樂公司」市場推廣品牌經理。當執業律師與前演員陳忠偉當時不再擔任明珠台節目主持時，陳介紹黃到電視城試鏡，結果令黃被監製錄用。黃子雄於是在1994年左右以兼職主持身份加入娛樂圈。其後在1995年，明珠台《City Life》節目組需要一位主持兼任撰稿員崗位。他遂放棄原職，且正式加入演藝圈。而加入娛樂圏後，他在1996年任職新城電台唱片騎師。另一方面，初期主力參與電視節目主持和活動司儀工作，包括主持香港電台電視節目《反斗英語》、無綫電視明珠台生活消閒節目，及亞洲電視的消閒以至體育節目。之後得到陳寶華、徐遇安以及戲劇總監曾勵珍賞識，找他出演長篇處境劇《真情》，由此展開了演員生涯。然而，當年沒有正式簽部頭或基本藝員合約的黃子雄認為自己的演技差，因此一度離開無綫電視，而且再次專注於主持方面的工作。同期參與當時籌劃中的音樂電視頻道MTV的幕後工作，為時六個月。未幾香港電台電視部邀請他參演單元劇和主持節目《反斗英語》。截至2000年，他仍然是新城電台的唱片騎師。

### 2000年後動向
在增加接觸演戲機會的情況下，黃子雄對有關方面重拾信心。適逢時任亞洲電視製作資源總監陳圖安於2001年向他提出加入電視台的邀請，黃便簽約成為亞洲電視藝人。直至2006年，亞洲電視出現人事變動，使他的工作機會減少。再者想令更多觀眾留意到自己在幕前付出的努力，黃子雄透過丘凱敏協助，與無綫電視藝員科接洽，並再次被曾勵珍賞識，重投無綫電視。黃參與過不少電視演出工作，無綫電視多套處境劇都見其蹤影。他擅長演繹專業人士、企業高層、富二代等角色，被稱為無綫的「御用有錢人」；為人熟悉的角色包括《同事三分親》中的「言為信」、《畢打自己人》中的「葉斌」以及《愛·回家》中的「查嘉澤」。近年是無綫電視監製葉鎮輝的常用演員。他入行多年從未參演古裝劇。其本人於電台訪問中提到自己在演繹古裝對白或古裝武打動作方面有困難，故此未必適合出演有關劇種。
此外，黃子雄亦有涉足電影工作，與王敏德有不少對手戲；拍攝《竊聽風雲》期間有一段小插曲：黃子雄不時模仿王敏德的語氣聲線，無論在聲線或語氣方面都極為神似，因而獲監製爾冬陞和導演麥兆輝賞識，安排他為竊聽風雲（中國廣州上映的版本）中王敏德的所有對白作後期配音，此後王敏德擔演的不少電影，中文對白都由黃子雄幕後聲演。2014年1月1日起，黃成為香港海外升學中心「Imperial Education」（HKIM）的顧問。現為商業活動司儀及演員。

## 個人生活
黃子雄的前女友是無綫電視前藝人夏竹欣。二人拍拖8年至2016年分手，他形容兩人是「因誤會而結合，因了解而分開。」而且是和平分手，分手後仍是好朋友。另外，他在工餘時間多花時間觀看劇集或電影、參與香港電台及香港記者協會足球隊賽事和游泳，生活較沉悶。

## 演出作品

### 電視劇（無綫電視）
| 首播        | 劇名               | 角色                |
| 1997年      | 真情               | 徐應變（Gary）      |
| 2007-2008年 | 同事三分親         | 言為信（Vincent）   |
| 2009年      | 畢打自己人         | 葉 斌（Ben）        |
| 2009年      | 有營煮婦           | 劉嘉亨（Ken）       |
| 2009年      | 富貴門             | 許致宗              |
| 2010年      | 天天天晴           | 應國興（Leo）       |
| 2010年      | 女人最痛           | Ray                 |
| 2011年      | 怒火街頭           | 馬 澄               |
| 2011年      | 誰家灶頭無煙火     | 葉斌（Ben）、Brian  |
| 2011年      | 真相               | 楊Sir               |
| 2011年      | 潛行狙擊           | 可男友              |
| 2011年      | 法證先鋒III        | 高偉雄（Jason）     |
| 2011年      | 我的如意狼君       | 大學教授            |
| 2012年      | 缺宅男女           | 楊忠偉（Paul）      |
| 2012年      | 當旺爸爸           | Gary                |
| 2012年      | 飛虎               | 錢富邦              |
| 2012年      | 護花危情           | 劉湛堃              |
| 2012年      | 雷霆掃毒           | 方卓倫              |
| 2012年      | 天梯               | 馮科長              |
| 2012年      | 法網狙擊           | 李賢智              |
| 2012-2015年 | 愛·回家 (第一輯)   | 查嘉澤（Damon）     |
| 2013年      | 女警愛作戰         | 連應瑭              |
| 2013年      | 神探高倫布         | 唐啟明              |
| 2013年      | 法外風雲           | TY                  |
| 2014年      | 叛逃               | 石署長              |
| 2014年      | 廉政行動2014       | 趙Sir               |
| 2014年      | 點金勝手           | 蔣智誠              |
| 2014年      | 忠奸人             | 葉智杰（叶Sir）     |
| 2014年      | 載得有情人         | 方天（Bevis）       |
| 2015-2016年 | 愛·回家 (第二輯)   | 查嘉澤（Damon）     |
| 2016年      | 純熟意外           | 顧德成              |
| 2016年      | 愛·回家之八時入席  | Ben Chan（第149集） |
| 2016年      | 幕後玩家           | 余德信              |
| 2017年      | 乘勝狙擊           | 林 磊               |
| 2017年      | 愛·回家之開心速遞  | 周偉騰              |
| 2017年      | 雜警奇兵           | 林偉修              |
| 2017年      | 老表，畢業喇！     | 唐 生               |
| 2018年      | 棟仁的時光         | 蘇望天（Solar）     |
| 2018年      | BB來了             | Ken                 |
| 2018年      | 再創世紀           | 方孝聰              |
| 2018年      | 兄弟               | 顏世柱              |
| 2019年      | 廉政行動2019       | 黃景新              |
| 2019年      | 鐵探               | 唐梓浩              |
| 2019年      | 金宵大廈           | 溫志佳              |
| 2020年      | 十八年後的終極告白 | 雷亞哲（第1集）     |
| 2020年      | 過街英雄           | 周文武              |
| 2020年      | C9特工             | Solar（S Man）      |
| 2020年      | 木棘証人           | 尹新維              |
| 2020年      | 使徒行者3          | 梁健邦              |
| 2020年      | 踩過界II           | 周家禮              |
| 2021年      | 伙記辦大事         | 盧海霆              |
| 2021年      | 欺詐劇團           | 劉老闆（第1集）     |
| 2021年      | 青年心城之撐起青春 | 堅 叔               |
| 2021年      | 十月初五的月光     | 司徒平              |
| 2022年      | 金宵大廈2          | 吳乃強              |
| 2022年      | 雙生陌生人         | 汪向達（Edward）    |
| 2022年      | 回歸               | 馬展林              |
| 2024年      | 逆天奇案2          | 唐承杰              |
| 2025年      | 富貴千團           | 陸承霖              |
| 2025年      | 虛擬情人           | 章諾文              |

### 電視劇（香港電台）
- 1999年：反斗英語
- 2010年：火速救兵 - 危機四伏 飾 楊文聲
- 2011年：非常平等任務-平機會職員
- 2011年：廉政行動2011 飾 Terrence Choi
- 2012年：火速救兵II - 勇者無懼 飾 阿信

### 電視劇（亞洲電視）
- 2002年：親子情未了 飾 Roger
- 2003年：萬家燈火 飾 高永釗
- 2003年：暴風型警 飾 羅亮仁
- 2004年：子是故人來 飾 葉開源
- 2004年：八號巴士站站情 飾 鄭士邦
- 2004年：異世驚情夢 飾 蕭國維
- 2004年：我和殭屍有個約會III之永恆國度 飾 Mars
- 2005年：危險人物 飾 關Sir
- 2005年：情陷夜中環 飾 K.M.戴
- 2006年：情陷夜中環2 飾 警察

### 綜合節目（無綫電視）
- 明珠轉播站（主持）
- City Life（主持）
- 2009年：港生活·港享受（主持）
- 2010年：千奇百趣SummerFun 第9、10集（嘉宾）
- 2016年：夢想車華（主持）

### 綜合節目（亞洲電視）

#### 2001年
- 亞洲電視台慶夜 – 用心留住你

#### 2002年
- 哭泣的森林（主持）
- 國家地理頻道亞洲區挑戰賽（主持）
- 喜氣洋洋
- 開心的森林（主持）
- 夏日陽光美少女
- 國慶及煙花匯演
- 全民大測試
- 驚世軍備第一搜（主持）

#### 2003年
- 喜氣洋洋滿萬家
- 羊羊得意話新春
- 「亞洲電視盃」賽馬日
- 第九屆十大廣告頒獎典禮（司儀）
- 心連心全城抗炎大行動
- NBA季後賽2003（國際台）
- NBA決戰地帶（國際台）
- 529星光薈萃賀台慶
- 2002/2003冠軍人馬頒獎典禮（主持）
- 一億3T的夢想
- 沙田馬場25周年群雄競技套錦鏢（主持）
- 沙田馬場精彩繽紛25年（主持）
- 下一站尖沙咀
- 走馬南粵（配音）
- 西鐵漫里長情（本港台及國際台）（主持）
- 【慧眼商機】之廣州精英論壇（司儀）

#### 2004年
- NBA職業籃球聯賽（國際台）
- 泰國Spa之旅
- 第十屆十大電視廣告頒獎典禮
- 走向雅典（主持）
- 亞視台慶新勢力
- 賽馬會冠軍人馬獎頒獎典禮（司儀）
- 2004雅典奧運（首席主持）
- 今夜群星大發現
- 55周年國慶煙花匯演（主持）
- 2004亞洲小姐競選（表演嘉賓）

#### 2005年
- 冷知識衝動（主持）
- 第十一屆十大電視廣告頒獎典禮（司儀）
- 慧珊時尚坊（主持）

### 電影
- 2006年：傷城 飾 男　警
- 2009年：竊聽風雲 飾 費國雄
- 2010年：飛砂風中轉 飾 劉華
- 2010年：鎗王之王 飾 地下錢莊中間人
- 2011年：Laughing Gor之潛罪犯 飾 高Sir
- 2011年：十月初五的月光 飾 司警
- 2016年：寒戰II 飾 立法會議員
- 2018年：我的情敵女婿 飾 賭客
- 2025年：贖夢 飾 院長

### 其他演出

#### 香港電台
- 2000年：英語一分鐘
- 2000年：《反斗英語》（主持）
- 2000年：《女人多事幹》
- 2000年：《性本善》
- 2000年：《寫意空間》
- 2005年：《反斗多聲道》（主持）
- 2005年：《積金創未來》
- 2005年：《粤讲粤啱正音大赛2005》（短片）

## 著作
- 2014年：《Holistic England．全面英倫》（與Neo.C @ HKIM（叢耀滋）合著）

## 廣告
- 1994年：匯豐信用卡廣告
- 2018年：保達武前列配方

## 外部連結
- 黃子雄的Facebook專頁
- Imperial Education